# ダニエレ・ヴァンタッジャート
ダニエレ・ヴァンタッジャート（Daniele Vantaggiato, 1984年10月10日 - ）は、イタリア・ブリンディジ出身のサッカー選手。テルナーナ・カルチョ所属。ポジションはフォワード。

## 経歴
イタリア南部、ASバーリのユース出身。2007年から所属したリミニ・カルチョFCにおいて得点を量産し、2009年1月、パルマFCへ移籍。アルベルト・パロスキとコンビを組み、パルマのセリエA復帰に貢献した。2009年夏の移籍市場でトリノFCへレンタル移籍となる。
2010年1月、カルチョ・パドヴァとの共同保有選手となる。
2014年8月22日、ASリヴォルノ・カルチョに移籍。2部・3部間の昇降格を経験しながらも、リーグ戦100試合以上に出場する。
2018年7月11日、テルナーナ・カルチョと2年契約を締結した。